# ザーコ・チャバーカパ
ザルコ・チャバルカパ（モンテネグロ語:Жарко Чабаркапа,英語: Zarko Cabarkapa、1981年5月21日 - ）は、モンテネグロの元プロバスケットボール選手。ユーゴスラビア連邦セルビアズレニャニン出身。ポジションはパワーフォワード、センター。211cm、107kg。

## 来歴
1999年夏季ユニバーシアードにユーゴスラビア代表として出場し、銀メダル獲得。
2002年バスケットボール世界選手権では金メダル獲得。
2003年のNBAドラフトでフェニックス・サンズより全体17位指名を受け入団。
2005年、ゴールデンステート・ウォリアーズへ移籍。